# Ministère du Conseil exécutif
Le ministère du Conseil exécutif (MCE) est un ministère québécois responsable de la gouvernance de l'administration publique et jouant un rôle de soutien auprès des diverses instances gouvernementales québécoises. Il est chargé également de certains mandats particuliers. À titre de premier ministre du Québec, François Legault en est le ministre.
Devant faciliter l'établissement d'une vision gouvernementale et s'assurer de la cohérence des actions de l'appareil gouvernemental, le ministère détient en outre l'importante responsabilité de la coordination des communications gouvernementales. Toutes les directions des communications de chaque entité ministérielle sont, depuis la fin des années 2000, regroupées au sein du MCE et ne relèvent plus administrativement des ministères auxquels elles sont rattachées. 

## Organisation administrative
Le ministère est constitué de plusieurs secrétariats, dont le mandat concerne l'ensemble de l'appareil gouvernemental et de secrétariats de mission, dont le rôle se limite généralement à un domaine plus précis. 
- Bureau du secrétaire général et greffier du Conseil exécutif
- Bureau de coordination à la lutte contre le racisme
- Secrétariat du Conseil exécutif
- Secrétariat général, coordination gouvernementale et administration
- Secrétariat du Comité ministériel de l'économie et de l'environnement
- Secrétariat du Comité ministériel des services aux citoyens
- Secrétariat aux priorités et aux projets stratégiques
- Secrétariat à la législation
- Secrétariat à la communication gouvernementale
- Secrétariat aux emplois supérieurs
- Secrétariat aux relations avec les Premières Nations et les Inuit
- Secrétariat du Québec aux relations canadiennes
- Secrétariat à la réforme des institutions démocratiques, à l'accès à l'information et à la laïcité
- Secrétariat à l'Internet haute vitesse et aux projets spéciaux de connectivité

## Comités ministériels permanents[4]
- Comité ministériel des services aux citoyens
- Comité ministériel de l'économie et de l'environnement
- Comité de législation
- Comité sur l'économie et la transition énergétique
- Conseil du trésor